# Трибастоне I (Рагуза)
Трибастоне I је насеље у Италији у округу Рагуза, региону Сицилија.
Према процени из 2011. у насељу је живело 50 становника. Насеље се налази на надморској висини од 498 м.